# モントルドン＝ラベソニエ
モントルドン＝ラベソニエ （Montredon-Labessonnié）は、フランス、オクシタニー地域圏、タルヌ県のコミューン。

## 地理
モントルドン＝ラベソニエはラコーヌ山地のふもとにあり、カストルの北東から30分の距離にある。オー・ラングドック地域圏自然公園の一部である。県最大の面積を持つコミューンである。

## 由来
Montredonは、『標高の高い土地』を意味するラテン語のmontemに基づいている。redondは丸みを帯びた形状を表し、『丸みを帯びた山』となる。

## 人口統計
| 1962年 | 1968年 | 1975年 | 1982年 | 1990年 | 1999年 | 2006年 | 2014年 |
| ------ | ------ | ------ | ------ | ------ | ------ | ------ | ------ |
| 2427   | 2327   | 2058   | 2167   | 2111   | 2030   | 2059   | 2052   |

参照元:1962年から1999年までは複数コミューンに住所登録をする者の重複分を除いたもの。それ以降は当該コミューンの人口統計によるもの。1999年までEHESS/Cassini、2006年以降INSEE。

## 史跡
- ノートル・ダム・ド・リュフィ教会[4]
- サン・ジャン・バティスト教会
- 北アフリカ戦没兵士追悼記念碑
- カステルフランのシャトー

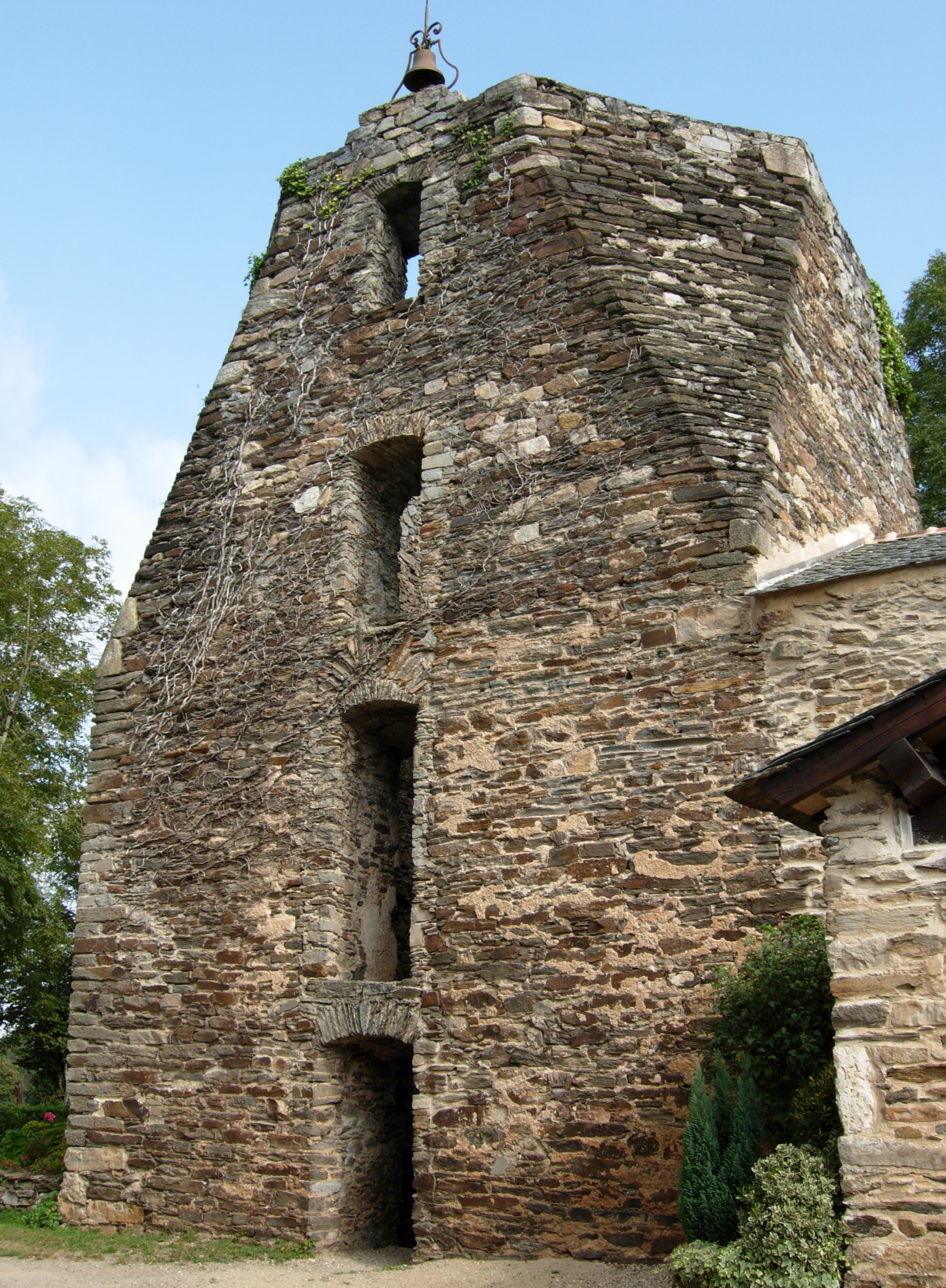
ノートル・ダム・ド・リュフィ教会の鐘楼
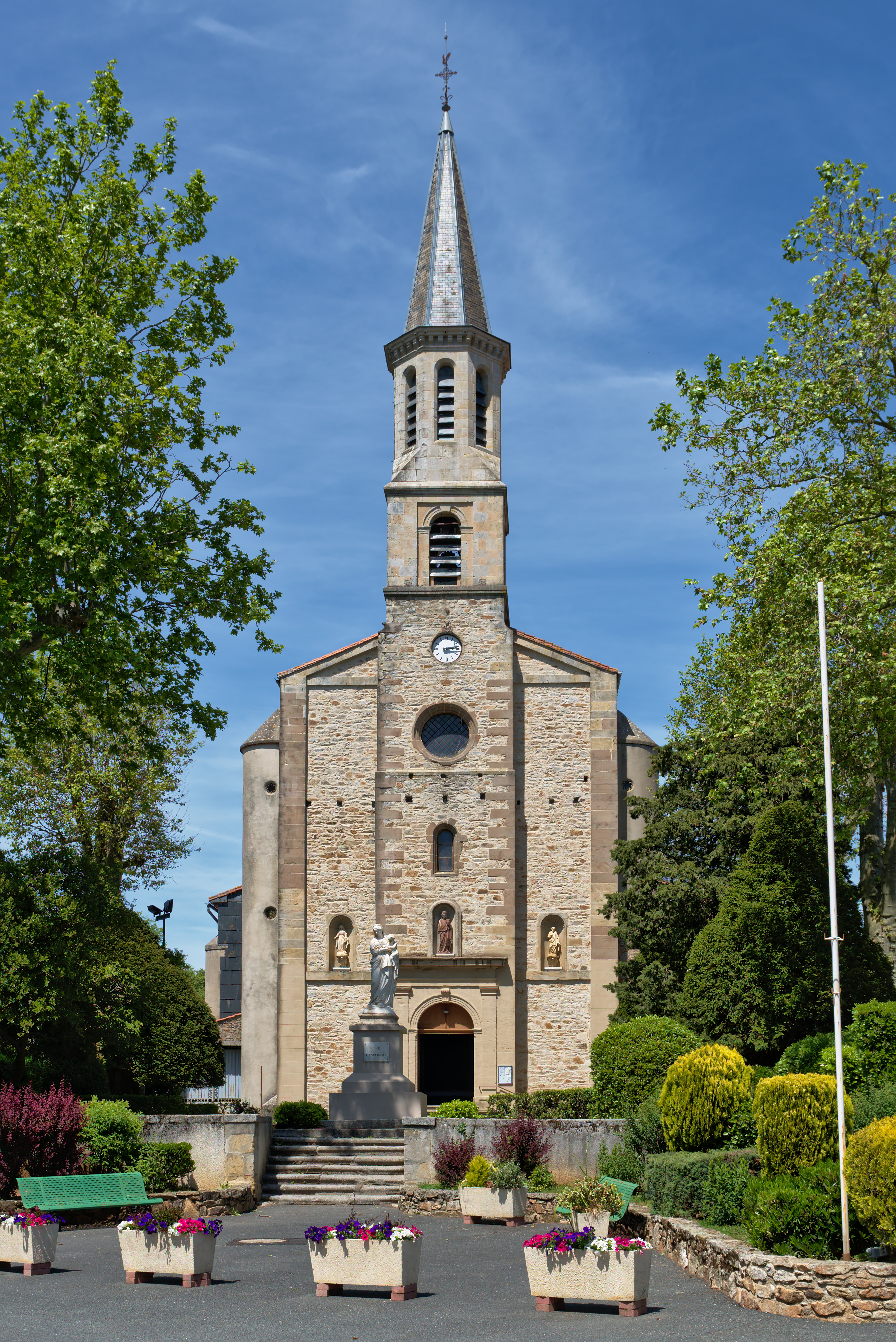
サン・ジャン・バティスト教会
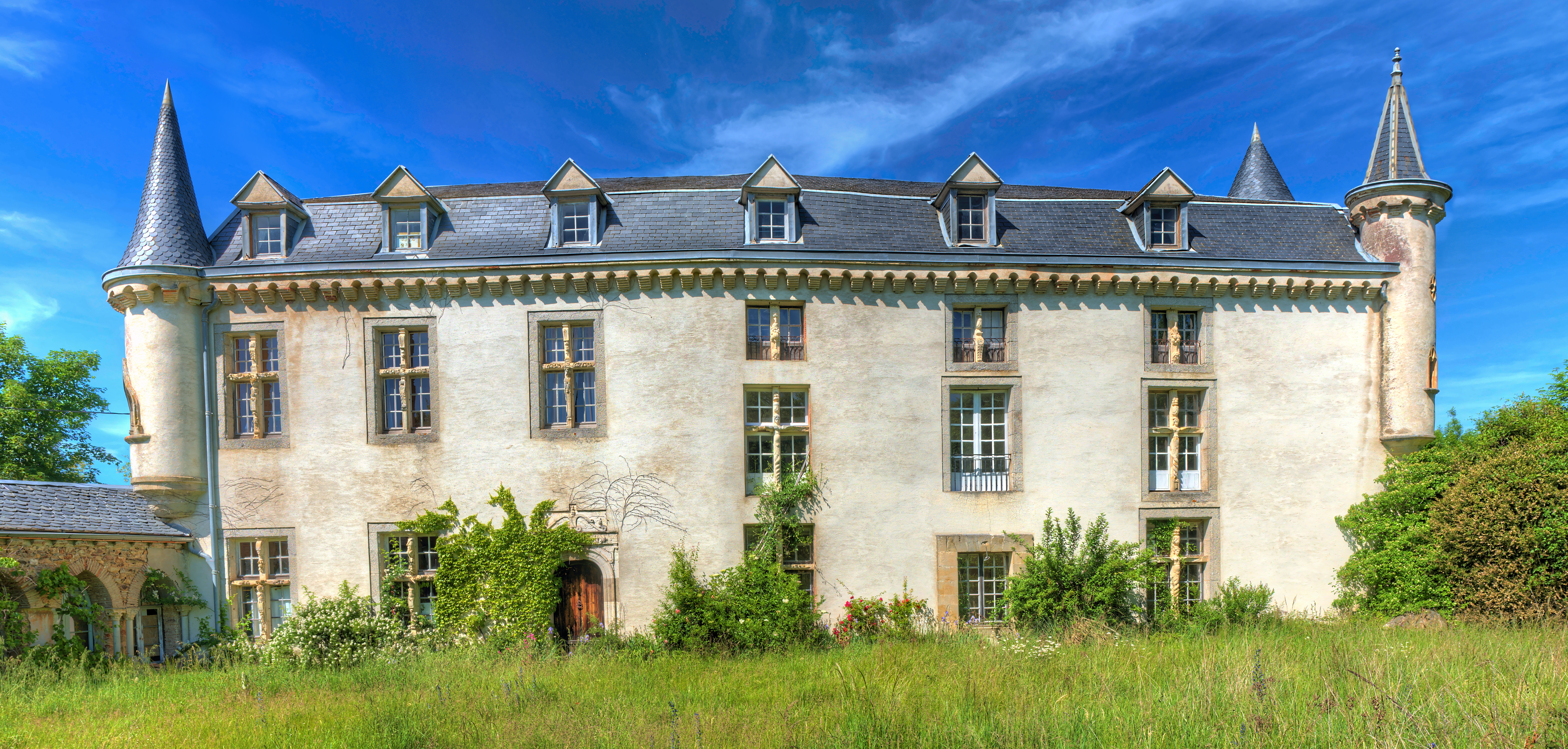
カステルフランのシャトー
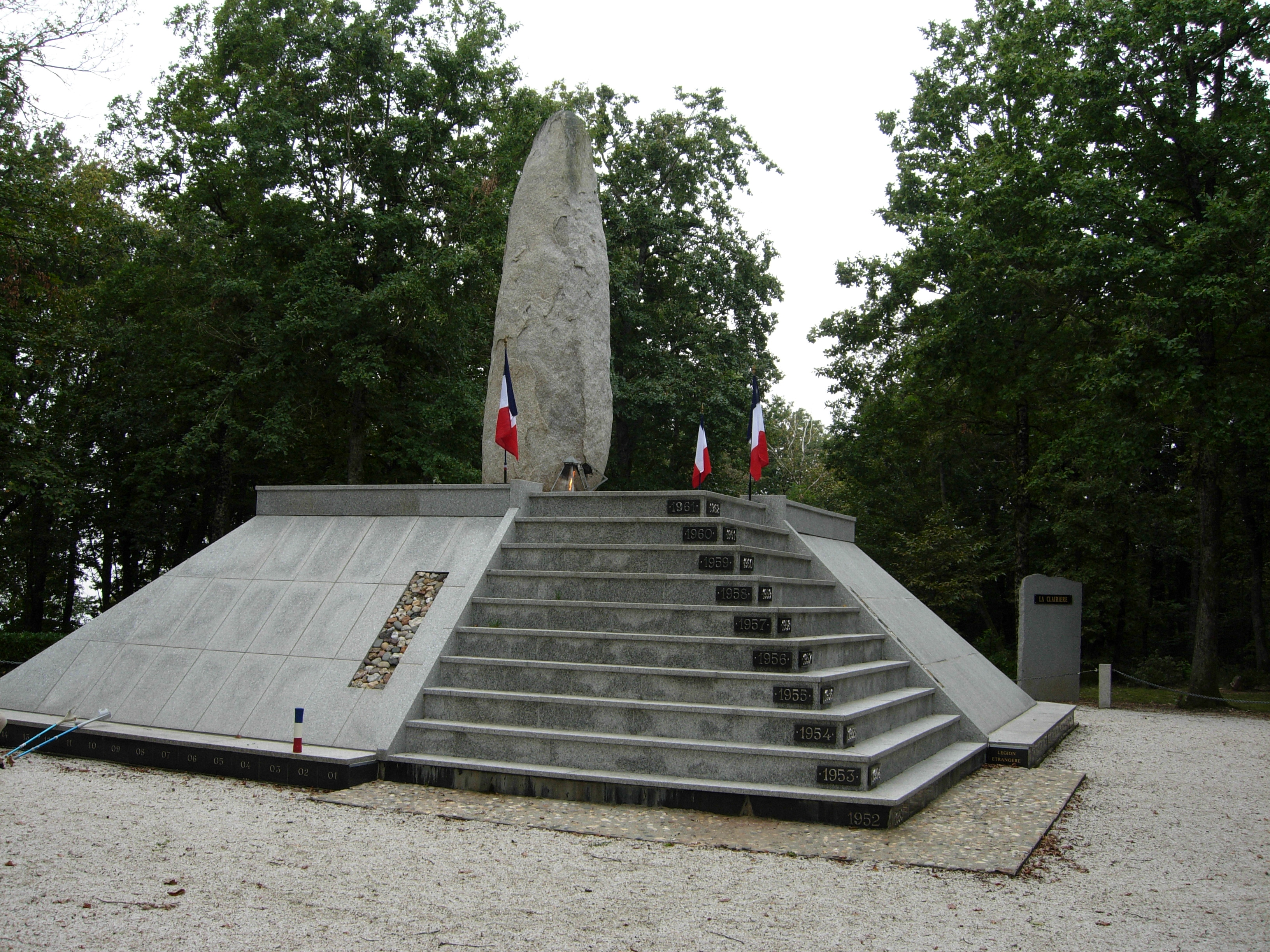
戦没兵士追悼記念碑